# Portada/article gener 13

## The Dark Side of the Moon
The Dark Side of the Moon (titulat Dark Side of the Moon a l'edició en disc compacte de 1993; en català: El costat fosc de la lluna) és un àlbum conceptual i el vuitè disc d'estudi del grup britànic de rock progressiu Pink Floyd. Va ser llançat el 17 de març de 1973 als Estats Units i el 24 de març del mateix any al Regne Unit, i és considerat per molts com el millor àlbum del grup. L'àlbum està construït a partir de les idees que Pink Floyd havia explorat en els seus concerts i anteriors enregistraments, però li manquen les llargues parts instrumentals que caracteritzaven els treballs posteriors a la partença, el 1968, del seu membre fundador, principal compositor i lletrista, Syd Barrett. La temàtica de l'àlbum inclou el conflicte, l'avarícia i el diners, l'envelliment i la malaltia mental.